# Cliff Owen
Pour les articles homonymes, voir Owen.
Cliff Owen (né le 22 avril 1919 à Londres et mort le 1er novembre 1993 à Oxfordshire) est un réalisateur britannique.

## Filmographie partielle
- 1960 : Un traître à Scotland Yard (Offbeat)
- 1962 : Les Clés de la citadelle (en) (A Prize of Arms)
- 1963 : Jules de Londres (The Wrong Arm of the Law)
- 1966 : D pour danger (A Man Could Get Killed) coréalisé avec Ronald Neame
- 1966 : Vacances à la Riviera (en) (That Riviera Touch)
- 1967 : Qu'est-il arrivé à Campo Grande ? (en) (The Magnificent Two)
- 1968 : La Déesse des sables (The Vengeance of She)
- 1972 : Bric-à-brac de père en fils (Steptoe and Son)
- 1972 : Oh ! le petit vilain ! (en) (Ooh… You Are Awful)
- 1973 : No sex please... Nous sommes Anglais ! (en) (No Sex Please: We're British)
- 1975 : Fermeture annuelle (Closed Up-Tight)
- 1976 : The Bawdy Adventures of Tom Jones (en)